# Moldavita

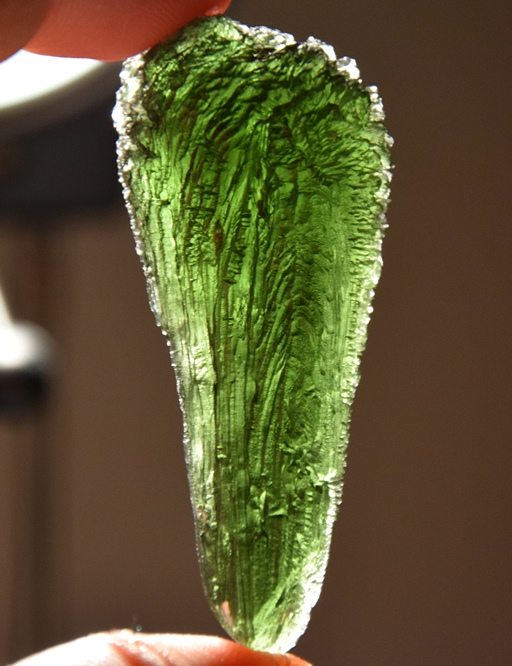
Moldavita procedent de la República Txeca.

La moldavita, vltavita o pseudocrisolita és una tectita, és a dir, un vidre silicatat produït com a conseqüència de l'impacte d'un meteorit. Concretament, la moldavita es presenta com un vidre natural de color verd format com a conseqüència d'un impacte meteorític al sud d'Alemanya ara fa uns 15 milions d'anys. Es troba principalment al sud de Bohèmia i Moràvia (actual República Txeca) i també, tot i que en menor quantitat, a Àustria (Waldviertel) i Alemanya (Lausitz). Molt puntualment i de forma aïllada s'han descrit moldavites al sud-est de Polònia. S'han descobert exemplars de moldavita que foren intercanviats per cultures prehistòriques a Àustria.